# Supporting Party Mountain
Supporting Party Mountain är ett berg i Antarktis. Det ligger i Västantarktis. Inget land gör anspråk på området. Toppen på Supporting Party Mountain är 560 meter över havet.
Terrängen runt Supporting Party Mountain är kuperad åt sydost, men åt nordväst är den platt. Trakten är obefolkad. Det finns inga samhällen i närheten.